# Cité Michelin
Les cités Michelin sont des ensembles de petites maisons construites par l'entreprise Michelin, dès le début du siècle et surtout après la Première Guerre mondiale, pour loger la population ouvrière, essentiellement dans la ville de Clermont-Ferrand. Huit mille logements ont ainsi été réalisés entre 1909 et 1980. Les logements sont dotés du confort moderne et, en général, pourvus d'un petit jardin. Vers 1980, ce parc de logements représente 12 % de l'ensemble des logements de la commune.
Dans les années 1980, Michelin renonce au paternalisme social qui l'avait conduit à prendre en charge des équipements pour tous les besoins de la vie de son personnel (habitat, écoles, magasins, équipements sportifs, clinique et maternité, etc.) ; par ailleurs, des plans sociaux successifs réduisent très sensiblement le nombre de salariés de l'entreprise à Clermont-Ferrand. Elle se sépare de son parc de logements en le cédant soit aux occupants, soit à un organisme local d'HLM (OPAC).

## Cités Michelin de Clermont-Ferrand

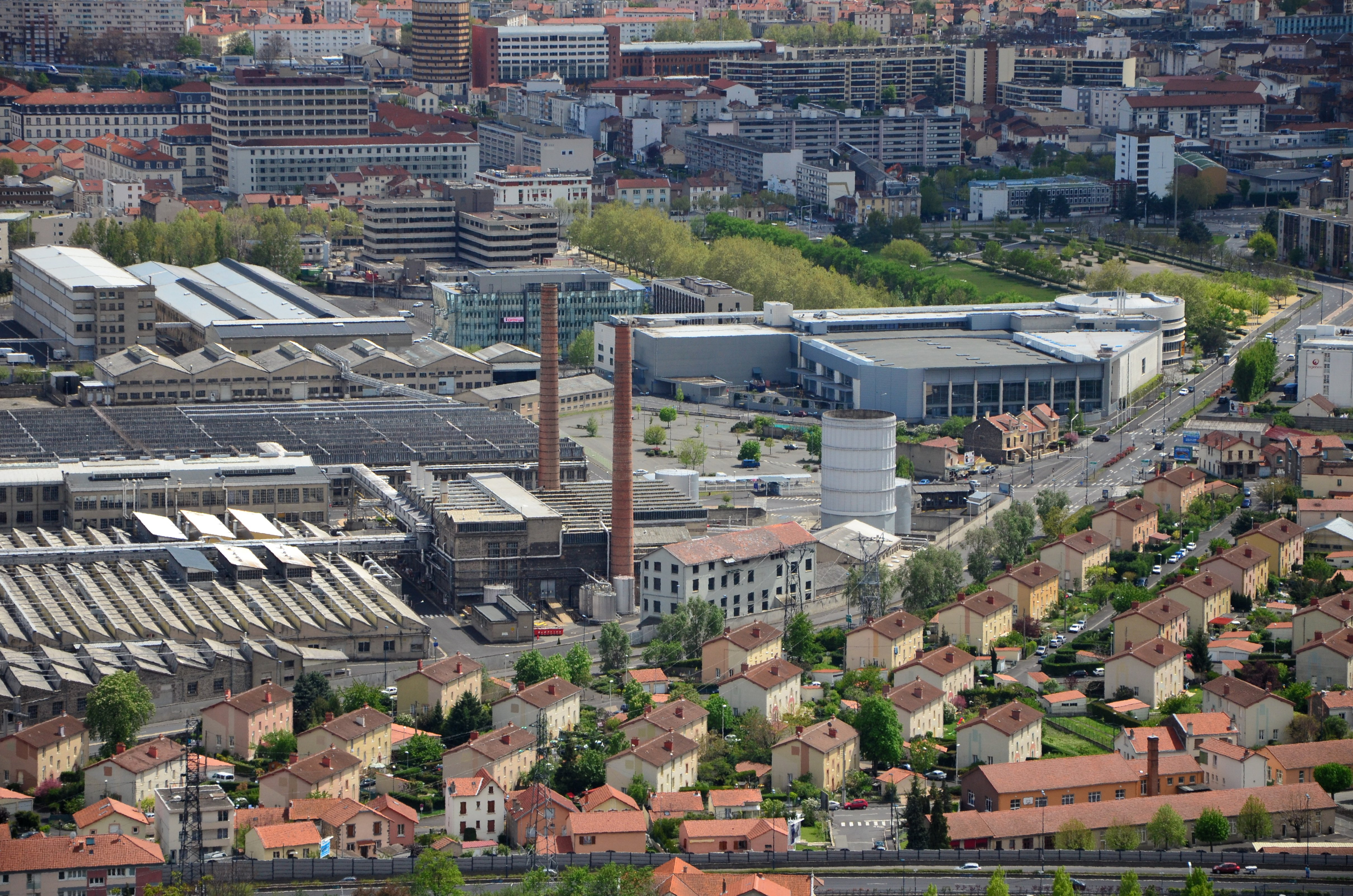
Vue de Clermont-Ferrand à partir des côtes de Clermont, avec des anciennes cités Michelin au premier plan.

Ces cités se répartissent principalement dans trois zones de la ville.
- Autour de l'usine principale de Cataroux :
  - Chanteranne ;
  - Chanturgue ;
  - avenue de la République ;
  - quelques ensembles plus petits.
- Au sud-est de la gare :
  - La Pradelle ;
  - L'Oradou ;
  - Lachaux[4] ;
  - Neuf-Soleils.
- Au nord-est de la ville :
  - La Plaine, la cité la plus vaste avec 1 200 habitations[5] ;
  - Champratel.